# Bezzia facialis
Bezzia facialis är en tvåvingeart som beskrevs av Jean-Jacques Kieffer 1910. Bezzia facialis ingår i släktet Bezzia och familjen svidknott. Inga underarter finns listade i Catalogue of Life.